# 实德系
实德系，是指中国足球界与大连实德俱乐部有非常关联的一批足球俱乐部。

## 概述
2001年以后，大连实德和俱乐部老板徐明以各种形式获得了对于中国职业足球各个级别不同俱乐部不同程度的控制与影响，随着之后数年内多次出现的被外界质疑的比赛结果，这一现象最终被中国足协认定为影响公平竞争，强制命令所有涉嫌球队转让或解散。此一系列事件大约在2006年后基本告一段落。
除了实德系内球队之间双边比赛的结果受到质疑外，实德系的存在对于各相关俱乐部内的运动员和教练员也有深远的影响。诸如身为中国国门的实德球员安琦、陈东等都曾因为各种原因被“下放”到次级联赛的大连长波等效力。

## 相关球队
实德系存在期间，共有四支球队被中国足协认定与大连实德有关联，其中上海中邦和四川冠城更加是曾与大连实德同在顶级联赛的球队。巧合的是，实德系瓦解后的两年之内，这四支球队已经由于不同原因全部解散。
除此以外，辽宁和沈阳金德两支球队也曾被认为与实德有联系，但是并未得到中国足协的确认。

### 大连实德
1999年，实德集团购买了大连万达俱乐部的冠名权。2000年大连万达退出足坛，实德集团完全收购了该俱乐部，成为实德系开始进入中国足球界的序幕。
2008年，大连实德俱乐部将球队冠名为为大连海昌国际队，被外界怀疑为实德集团全面退出足球界的先兆，但是2009年初俱乐部又宣布与海昌集团终止了合作协议，平息了俱乐部将易主的猜想。

### 四川大河/四川冠城
2002年，徐明掌控的大连大河农业股份有限公司入主四川全兴足球俱乐部，改称四川大河。2003年初，足协认定大河与实德的关系，勒令四川大河转让，冠城接手该队，成立四川冠城。不过随后被发现转让后的冠城还是和实德有非常密切的联系。2006年，中国足协勒令冠城在1月28日前必须转让，如无买家则希望四川足协托管，如四川省不托管将取消冠城的注册资格，最终由于无人接手且足协不愿意托管，冠城俱乐部解散。

### 四川金鹰
2002年，大连实德以5万元人民币收购了在乙级联赛的四川金鹰。四川金鹰的前身是四川全兴第三梯队，成立于1998年。2004年，大连实德抽调梯队球员加盟四川金鹰，希望帮助金鹰升级，但是四川金鹰最后冲击中甲失败。在中国足协决心剥离实德系的情况下，大连实德2005年底决定转让四川金鹰。实德卖出四川金鹰。随后四川金鹰因资金不足退出乙级联赛。

### 大连赛德隆/珠海安平/珠海中邦/上海中邦
2001年，大连实德俱乐部以自己的青年队为基础组建了大连赛德隆参加乙级联赛，同年升上甲B。2003年初，足协认定赛德隆与实德的关系，勒令大连赛德隆转让，俱乐部搬迁到珠海并改名为珠海安平。次年中邦集团入主，升上中超后再次迁移到上海，改名为上海中邦，不过因为双边的可疑战绩，仍被各方认为没有完全脱离实德系。
2005年底，在中国足协的压力下，俱乐部的后台出资方彻底退出。球队被朱骏收购，改名为上海联城，2007年初又与上海申花合并，俱乐部不复存在。

### 大连长波
2002年，大连实德在在乙级组建了大连三德。2003年初，足协认定三德与实德的关系，勒令大连三德转让，大连长波物流接手该队，成立大连长波。不过随后被发现转让后的长波还是和实德有非常密切的联系。2006年，中国足协勒令长波转让，拥有一支乙级队的西藏惠通接手，两队合并、更名为山西路虎，征战甲级联赛。2007年球队迁往呼和浩特，并改名呼和浩特黑马，但不久后因球队内部矛盾而解散。

## 其它被质疑的关联

### 辽宁中誉
2005年，著名艺人赵本山入主辽宁中誉后，实德董事长徐明支付一笔资金，还清了俱乐部拖欠队员的工资和奖金。赵本山还为球队拉来了球衣胸前广告赞助，而赞助商生命人寿保险股份有限公司的最大股东正好也是徐明。此外，赵本山观看辽宁中誉第一场比赛时，徐明也亲自到场祝贺，双边的战绩也遭到质疑。
2006年，赵本山退出了辽宁队，生命人寿保险股份有限公司也不再赞助球衣胸前广告，以致当年球队并无冠名赞助商和球衣广告赞助商。

### 沈阳金德
由于沈阳金德和大连实德同处辽宁省，而且两者幕后资方有商业业务往来，以及双边的可疑战绩，沈阳金德也曾被各方认为是实德系之一。不过后来中国足协经过调查，宣布金德不属于实德系。随后因为沈阳五里河体育场被拆，金德迁往长沙并改名长沙金德。后被广州富力集团收购，改名广州富力。